# Кеменцево
Кеменцево (рос. Кеменцево) — присілок в Коноському районі Архангельської області Російської Федерації.
Населення становить 7 осіб. Входить до складу муніципального утворення Климовське сільське поселення.

## Історія
Від 2004 року входить до складу муніципального утворення Климовське сільське поселення.

## Населення
| 2002 | 2010 | 2012 |
| ---- | ---- | ---- |
| 16   | ↘7   | →7   |